# Ludvig Jørgen Frederik Moltke
Ludvig Jørgen Frederik Moltke (8. august 1819 i København – 8. april 1878 i Fredericia) var en dansk embedsmand.

## Biografi
Han var søn af kammerjunker hos dronningen, senere hofchef hos samme, kammerherre Georg baron Moltke-Rosenkrantz og Kirstine Gleerup, blev 1837 student fra Sorø Akademi, 1843 cand. jur., 1845 volontør i Danske Kancelli, 1848 i Ministeriet for Kirke- og Undervisningsvæsenets 2. departement, 1849 auditør i Arméen, 1850 ved 2. Jægerkorps, 1851 ved 3. Dragonregiment, 1854 auditør og sekretær ved Københavns Borgervæbning samt auditør og regnskabsfører ved Kongens Livjægerkorps og fik samme år afsked som auditør i Arméen. 1855 blev Moltke overauditør, 1860 tillige konstitueret regimentskvartermester ved Københavns Væbning. 10. september 1870 fik han afsked fra sine poster og blev i stedet byfoged, by- og rådstueskriver i Holbæk og den 30. samme måned tillige borgmester i samme by. 7. april 1874 blev Moltke herredsfoged og skriver i Holmans og Elbo Herreder samt en del af Brusk Herred og forlod derfor den 21. samme måned embedet som borgmester i Holbæk.
Moltke blev 1. september 1866 Ridder af Dannebrog og 30. juni 1870 Dannebrogsmand.
Marts 1848 var han medhjælper hos sekretæren for Østifternes Stænderforsamling, 7. juni samme år hos sekretæren for Nørrejyllands Stænderforsamling.